# I liga urugwajska w piłce nożnej (1917)
- Mistrz Urugwaju 1917: Club Nacional de Football
- Wicemistrz Urugwaju 1917: CA Peñarol
- Spadek do drugiej ligi: Defensor Sporting
- Awans z drugiej ligi: Miramar Misiones

Mistrzostwa Urugwaju w roku 1917 były mistrzostwami rozgrywanymi według systemu, w którym wszystkie kluby rozgrywały ze sobą mecze każdy z każdym u siebie i na wyjeździe, a o tytule mistrza i dalszej kolejności decydowała końcowa tabela.

## Primera División

### Końcowa tabela sezonu 1917
| Poz | Klub                      | Mecze | Zw | Rem | Por | Pkt | BrZd | BrStr |
| --- | ------------------------- | ----- | -- | --- | --- | --- | ---- | ----- |
| 1   | Club Nacional de Football | 18    | 16 | 2   | 0   | 34  | 47   | 3     |
| 2   | CA Peñarol                | 18    | 14 | 2   | 2   | 30  | 31   | 12    |
| 3   | Universal Montevideo      | 18    | 8  | 5   | 5   | 21  | 24   | 18    |
| 4   | Montevideo Wanderers      | 18    | 6  | 5   | 7   | 19  | 17   | 16    |
| 5   | River Plate FC Montevideo | 18    | 5  | 5   | 8   | 15  | 18   | 27    |
| 6   | Dublín Montevideo         | 18    | 6  | 2   | 10  | 14  | 22   | 28    |
| 7   | Central Montevideo        | 18    | 4  | 6   | 8   | 14  | 14   | 23    |
| 8   | Charley Montevideo        | 18    | 5  | 3   | 10  | 13  | 11   | 24    |
| 9   | Reformers Montevideo      | 18    | 3  | 5   | 10  | 11  | 9    | 23    |
| 10  | Defensor Sporting         | 18    | 2  | 7   | 9   | 11  | 9    | 28    |